# 凉山荡镖水蚤
凉山荡镖水蚤（学名：Neutrodiaptomus lianshanensis）为镖水蚤科荡镖水蚤属的动物，是中国的特有物种。分布于四川等地，多栖息于湖泊中。